# 다니엘라 니에베스
다니엘라 니에베스(Daniela Nieves, 1997년 7월 4일 ~ )는 미국의 배우이다.

## 출연 작품

### 영화
- 섹스 어필 (2022)

### 텔레비전
- 엘 로스트로 데 아날리아 (2008) - 아드리아나 몬티엘 역
- 에브리 위치 웨이 (2014-15) - 안드레아 "앤디" 크루즈 역
- WITS 아카데미 (2015) - 앤디 크루즈 역
- 뱀파이어 아카데미 (2022-) - 리사 드래고미르 역